# آرچی لینگ
آرچی لینگ (انگلیسی: Archie Ling; ۱۴ مارس ۱۸۸۱ – فوریه ۱۹۴۳ (۶۱ ساله)) بازیکن فوتبال اهل بریتانیا بود.
از باشگاه‌هایی که در آن بازی کرده‌است می‌توان به باشگاه فوتبال لستر سیتی، باشگاه فوتبال سوئیندون تاون و باشگاه فوتبال برنتفورد اشاره کرد.